# Сан-Паулу (футбольный клуб)
«Сан-Па́улу» (полное название «Футбольный клуб „Сан-Паулу“», в Бразилии также иногда обозначается с помощью аббревиатуры SPFC) (порт. São Paulo Futebol Clube, португальское произношение: [sɐ̃w ˈpawlu fuʧiˈbɔw ˈklubi]) — бразильский спортивный клуб из города и штата Сан-Паулу. Наиболее известен своей футбольной командой; этот вид спорта в клубе является приоритетным. Третий по популярности клуб Бразилии (после «Фламенго» и «Коринтианса»). Один из четырёх традиционных футбольных грандов штата Сан-Паулу (наряду с «Коринтиансом», «Палмейрасом» и «Сантосом»).
«Сан-Паулу» является правопреемником двух клубов, являвшихся одними из лидеров любительской эпохи в истории бразильского футбола — «Паулистано» (11-кратный чемпион штата Сан-Паулу) и «АА дас Палмейрас» (3-кратный чемпион штата), которые объединились в январе 1930 года. В первые годы новый клуб назывался «Сан-Паулу да Флореста», современное название получил в 1935 году.
Является наиболее титулованным клубом Бразилии на международной арене. «Трёхцветные» первыми среди бразильских клубов трижды выиграли Кубок Либертадорес, при этом все три раза после этих побед команда завоёвывала и титул сильнейшего клуба планеты — в 1992 и 1993 годах был завоёван Межконтинентальный кубок, а в 2005 году «Сан-Паулу» выиграл Клубный чемпионат мира. Кроме того, «Сан-Паулу» выигрывал Южноамериканский кубок, Суперкубок Либертадорес, Кубок КОНМЕБОЛ, дважды Рекопу и единственный розыгрыш Кубка обладателей Кубка КОНМЕБОЛ.
На внутренней арене «Сан-Паулу» 21 раз становился чемпионом своего штата, один раз выигрывал Турнир Рио-Сан-Паулу и шесть раз становился чемпионом Бразилии.
Поскольку в других видах спорта команды «Сан-Паулу» имеют любительский статус, наибольших успехов добились спортсмены, выступавшие в индивидуальных дисциплинах, в первую очередь легкоатлеты. Так, членом клуба был двукратный Олимпийский чемпион в тройном прыжке Адемар Феррейра да Силва. С 2010 года клуб представляет Олимпийская чемпионка в прыжках в длину Мауррен Магги. Дзюдоист из «Сан-Паулу» Аурелиу Мигел в 1988 году выиграл золото на Олимпийских играх в Сеуле.

## История
Футбольный клуб «Сан-Паулу да Флореста» был образован в 1929 году в результате слияния «Паулистано» (11-кратного чемпиона штата) и «АА дас Палмейрас» (3-кратного чемпиона). С 1935 года «Сан-Паулу» носит современное название.
Первой «золотой эрой» клуба считается конец 1980-х — первая половина 1990-х годов, когда «Сан-Паулу» выиграл три чемпионата Бразилии, два Кубка Либертадорес, два Межконтинентальных кубка, Суперкубок Либертадорес, Кубок КОНМЕБОЛ, а также дал сборной Бразилии целую плеяду футболистов, ставших в 1994 году чемпионами мира (Кафу, Раи, Леонардо и другие).
На международной арене «Сан-Паулу» добился самых больших достижений среди всех бразильских клубов — «Сан-Паулу» стал первым бразильским трёхкратным победителем Кубка Либертадорес (в 2010-е годы по этому показателю с ним сравнялись «Сантос» и «Гремио»). Кроме того, каждый раз после победы в Кубке Либертадорес, «Сан-Паулу» обязательно становился и сильнейшим клубом мира, выиграв в 1992 и 1993 годах Межконтинентальный кубок и клубный чемпионат мира в 2005 году.
В середине 2000-х годов в «Сан-Паулу» вновь сложился мощнейший коллектив, клуб выиграл Кубок Либертадорес 2005, Клубный чемпионат мира того же года (в финале был обыгран «Ливерпуль» — 1:0), дошёл до финала КЛ в 2006 году. После победы в КЧМ-2005 «Сан-Паулу» стал доминировать в чемпионате Бразилии, выигрывая первенства 2006, 2007 и 2008 годов. Одним из лучших игроков в истории клуба в 1990—2000-е годы был вратарь-бомбардир, внесённый в Книгу рекордов Гиннесса как автор наибольшего числа забитых голов среди вратарей, Рожерио Сени.

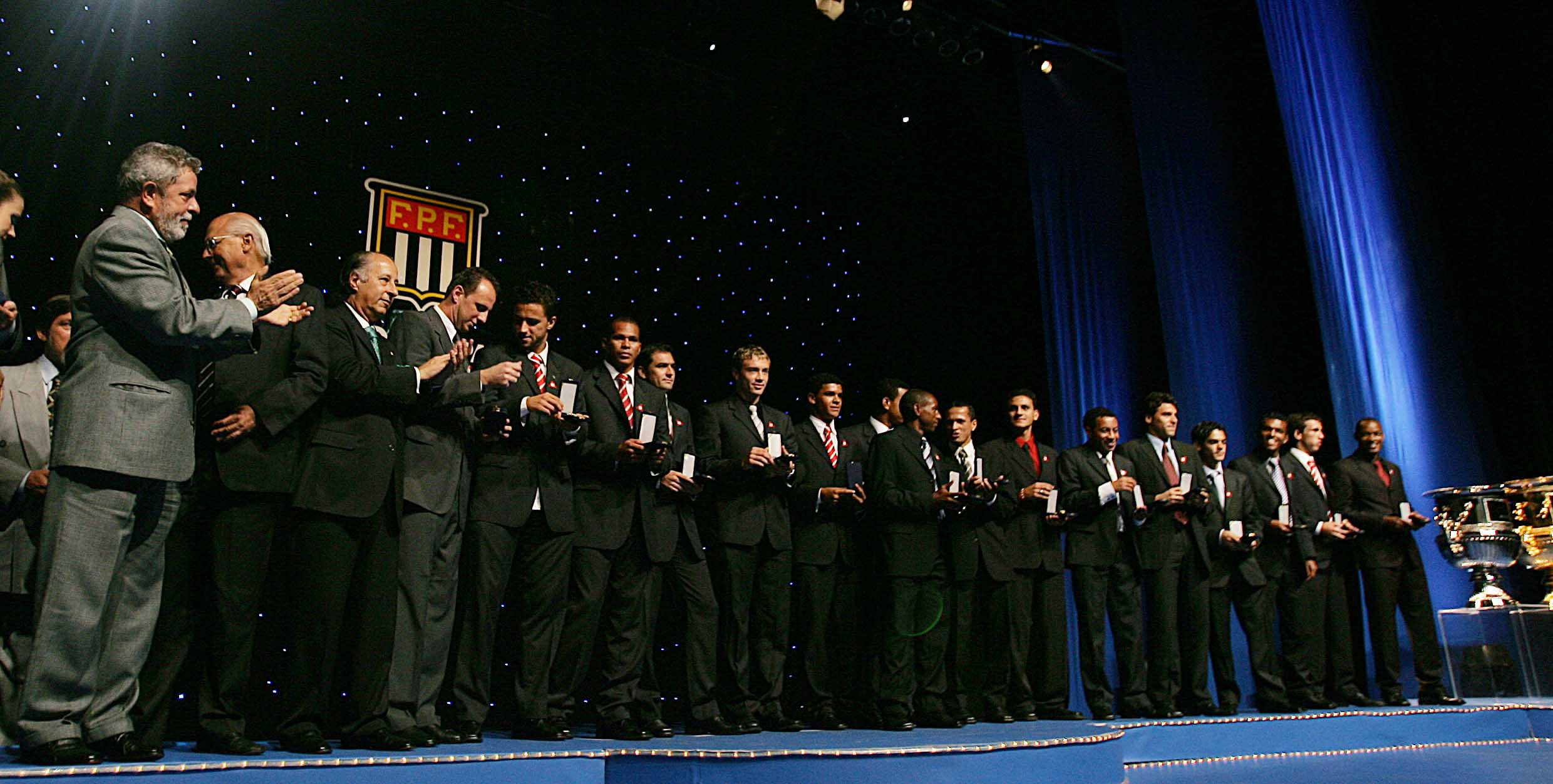
«Сан-Паулу» в 2005 году после победы на Клубном чемпионате мира

В 2008 году поначалу «Сан-Паулу» ушёл в тень других команд — «Фламенго», «Гремио» и «Крузейро». Но к самому финишу турнира «трёхцветные» набрали обороты и в последнем туре им достаточно было сыграть вничью, чтобы единственный преследователь — «Гремио» — не смог сравняться по очкам. «Сан-Паулу» перевыполнил минимальную задачу и, выиграв, безоговорочно стал самым титулованным клубом в истории чемпионатов Бразилии. Однако в конце 2010 года Конфедерация футбола Бразилии приняла решение приравнять к чемпионским титулам старый Кубок Бразилии (1959—1968) и Кубок Робертана (1967—1970); тем самым, «Сантос» (2-кратный чемпион) и «Палмейрас» (4-кратный чемпион) опередили «Сан-Паулу» и «Фламенго» (который также в 2009 году стал 6-кратным чемпионом Бразилии) по титулам. У них стало восемь чемпионств. Но только «Сан-Паулу» удавалось трижды подряд выигрывать бразильскую Серию A (с 1971 года).
Стадион команды, «Морумби», долгое время вмещал около 100 тыс. зрителей, а по проекту вместимость достигала 150 тыс. Стадиону принадлежит мировой рекорд — самая большая арена мира, принадлежащая исключительно одному футбольному клубу.
Мини-футбольная команда «Сан-Паулу» принимает участие в высшем дивизионе чемпионата Бразилии.

## Форма
Основная форма команды: белые футболки с красной-бело-чёрной горизонтальной полосой, в центре которой расположена эмблема клуба, белые трусы и гетры. Запасная форма (она неизменна в любой период существования команды и также является одной из отличительных черт клуба): футболки в красно-чёрную широкую вертикальную полосу, причём красный и чёрный отделены друг от друга более узким белым пространством, чёрные с красной отделкой трусы и чёрные гетры.

## Текущий состав
| 23 | Флаг Бразилии   | Вр  | Рафаэл            | 1989 |  |  |  |  |  |
| 93 | Флаг Бразилии   | Вр  | Жандрей           | 1993 |  |  |  |  |  |
|    |                 |     |                   |      |  |  |  |  |  |
| 2  | Флаг Бразилии   | Защ | Игор Винисиус     | 1997 |  |  |  |  |  |
| 4  | Флаг Бразилии   | Защ | Диего Коста       | 1999 |  |  |  |  |  |
| 5  | Флаг Эквадора   | Защ | Роберт Арболеда ² | 1991 |  |  |  |  |  |
| 30 | Флаг Португалии | Защ | Жуан Морейра      | 2004 |  |  |  |  |  |
| 32 | Флаг Бразилии   | Защ | Луизан            | 2002 |  |  |  |  |  |
| 34 | Флаг Бразилии   | Защ | Велингтон         | 2001 |  |  |  |  |  |
| 35 | Флаг Бразилии   | Защ | Лукас Бералдо     | 2003 |  |  |  |  |  |
| 43 | Флаг Бразилии   | Защ | Валсе             | 1999 |  |  |  |  |  |
| 44 | Флаг Венесуэлы  | Защ | Науэль Феррареси  | 1998 |  |  |  |  |  |
|    |                 |     |                   |      |  |  |  |  |  |
| 7  | Флаг Бразилии   | ПЗ  | Лукас Моура ¹     | 1992 |  |  |  |  |  |
| 8  | Флаг Бразилии   | ПЗ  | Луан Сантос       | 1999 |  |  |  |  |  |
| 11 | Флаг Бразилии   | ПЗ  | Родриго Нестор    | 2000 |  |  |  |  |  |
| 14 | Флаг Аргентины  | ПЗ  | Джулиано Галоппо  | 1999 |  |  |  |  |  |

| 15 | Флаг Уругвая                | ПЗ  | Габриэль Невес   | 1997 |  |  |  |  |  |
| 16 | Флаг Бразилии               | ПЗ  | Луис Густаво     | 1987 |  |  |  |  |  |
| 18 | Флаг Бразилии               | ПЗ  | Родригиньо       | 2004 |  |  |  |  |  |
| 19 | Флаг Аргентины              | ПЗ  | Хуан Диненно     | 1994 |  |  |  |  |  |
| 20 | Флаг Колумбии               | ПЗ  | Андрес Колорадо  | 1998 |  |  |  |  |  |
| 25 | Флаг Бразилии               | ПЗ  | Алисон           | 1993 |  |  |  |  |  |
| 26 | Флаг Бразилии               | ПЗ  | Игор Гомес       | 1999 |  |  |  |  |  |
| 28 | Флаг Италии · Флаг Бразилии | ПЗ  | Андре Андерсон   | 1999 |  |  |  |  |  |
| 29 | Флаг Бразилии               | ПЗ  | Пабло Майя       | 2002 |  |  |  |  |  |
| 37 | Флаг Бразилии               | ПЗ  | Талес Коста      | 2002 |  |  |  |  |  |
|    |                             |     |                  |      |  |  |  |  |  |
| 9  | Флаг Аргентины              | Нап | Джонатан Кальери | 1993 |  |  |  |  |  |
| 10 | Флаг Бразилии               | Нап | Лусиано          | 1993 |  |  |  |  |  |
| 31 | Флаг Бразилии               | Нап | Жуан             | 2002 |  |  |  |  |  |
| 33 | Флаг Бразилии               | Нап | Кайо Матеус      | 2004 |  |  |  |  |  |
| 95 | Флаг Бразилии               | Нап | Маркос Гильерме  | 1995 |  |  |  |  |  |

Главный тренер:  Эрнан Креспо (1975)

## Достижения
Внутренняя арена
- Чемпионат Бразилии: Всего 15 медалей чемпионата страны (рекорд)
  - Чемпион (6): 1977, 1986, 1991, 2006, 2007, 2008
  - 2 место (6 раз): 1971, 1973, 1981, 1989, 1990, 2014
  - 3 место (3 раза): 2003, 2004, 2009
- Чемпион штата Сан-Паулу (22): 1931, 1943, 1945, 1946, 1948, 1949, 1953, 1957, 1970, 1971, 1975, 1980, 1981, 1985, 1987, 1989, 1991, 1992, 1998, 2000, 2002 (Суперчемпионат), 2005, 2021
- Победитель турнира Рио-Сан-Паулу: 2001
- Обладатель Кубка Бразилии: 2023
- Обладатель Суперкубка Бразилии: 2024

Международная арена
- Обладатель Кубка Либертадорес (3): 1992, 1993, 2005 — рекорд для бразильских клубов
- Обладатель Южноамериканского кубка: 2012
- Обладатель Суперкубка Либертадорес: 1993
- Обладатель Кубка КОНМЕБОЛ: 1994
- Обладатель Рекопы Южной Америки (2): 1993, 1994
- Обладатель Кубка обладателей Кубка КОНМЕБОЛ: 1996
- Обладатель Межконтинентального кубка (2): 1992, 1993
- Победитель Клубного чемпионата мира: 2005
- Обладатель малого Кубка мира: 1955

Молодёжные команды
- Чемпион молодёжной Лиги Паулисты (10): 1954, 1955, 1956, 1969, 1987, 1995, 1999, 2000, 2011, 2016
- Обладатель Молодёжного Кубка Сан-Паулу (4): 1993, 2000, 2010, 2019
- Обладатель Кубка Бразилии (до 20 лет) (3): 2015, 2016, 2019
- Обладатель Молодёжного Кубка Либертадорес: 2016

## Статистика выступлений в Серии A с 2001 года
| Сезон | Ранг | Турнир  | Место | И  | В  | Н  | П  | ГЗ | ГП | Очки |
| ----- | ---- | ------- | ----- | -- | -- | -- | -- | -- | -- | ---- |
| 2001  | 1    | Серия A | 7     | 27 | 13 | 7  | 7  | 48 | 34 | 46   |
| 2002  | 1    | Серия A | 1*    | 25 | 16 | 4  | 5  | 57 | 35 | 52   |
| 2003  | 1    | Серия A | 3     | 46 | 22 | 12 | 12 | 81 | 67 | 78   |
| 2004  | 1    | Серия A | 3     | 46 | 24 | 10 | 12 | 78 | 43 | 82   |
| 2005  | 1    | Серия A | 11    | 42 | 16 | 10 | 16 | 77 | 67 | 58   |
| 2006  | 1    | Серия A | 1     | 38 | 22 | 12 | 4  | 66 | 32 | 78   |
| 2007  | 1    | Серия A | 1     | 38 | 23 | 8  | 7  | 55 | 19 | 77   |
| 2008  | 1    | Серия A | 1     | 38 | 21 | 12 | 5  | 66 | 36 | 75   |
| 2009  | 1    | Серия A | 3     | 38 | 18 | 11 | 9  | 57 | 42 | 65   |
| 2010  | 1    | Серия A | 9     | 38 | 15 | 10 | 13 | 54 | 54 | 55   |
| 2011  | 1    | Серия A | 6     | 38 | 16 | 11 | 11 | 57 | 46 | 59   |
| 2012  | 1    | Серия A | 4     | 38 | 20 | 6  | 12 | 59 | 37 | 66   |
| 2013  | 1    | Серия A | 9     | 38 | 14 | 8  | 16 | 39 | 40 | 50   |
| 2014  | 1    | Серия A | 2     | 38 | 20 | 10 | 8  | 59 | 40 | 70   |
| 2015  | 1    | Серия A | 4     | 38 | 18 | 8  | 12 | 53 | 47 | 62   |
| 2016  | 1    | Серия A | 10    | 38 | 14 | 10 | 14 | 44 | 36 | 52   |
| 2017  | 1    | Серия A | 13    | 38 | 13 | 11 | 14 | 48 | 49 | 50   |
| 2018  | 1    | Серия A | 5     | 38 | 16 | 15 | 7  | 46 | 34 | 63   |
| 2019  | 1    | Серия A | 6     | 38 | 17 | 12 | 9  | 39 | 30 | 63   |

- Уступили в плей-офф.

## Знаменитости

### Знаменитые игроки
Данный список представлен в разделе Grandes Ídolos («Великие кумиры») на официальном сайте клуба «Сан-Паулу». Рожерио Сени помещён в отдельную секцию «Mito» («Миф»); другие персоналии помещены в следующие категории: вратари, латерали, защитники, опорные полузащитники (позиция «воланте»), полузащитники, нападающие, тренеры, футболистки, другие легенды.
Вратари
- Рожерио Сени (1992—2015) (1237 матчей и 132 забитых гола)
- Валдир Перес (1973—1984) (597 матчей)
- Дзетти (1990—1996)
- Жилмар Риналди (1985—1991)
- Кинг (1936—1947)
- Хосе Пой (1948—1962)

Латерали
- Кафу (1989—1994)
- Леонардо (1990—1991, 1993—1994, 2001)
- Нелсиньо (1979—1992)
- Норонья (1942—1951)
- Ньютон де Сорди (1952—1965)
- Алфредо Рамос (1950—1957)
- Мауро Рамос (1948—1959)
- Сержиньо (1996—1999)
- Сисиньо (2004—2005)
- Пабло Форлан (1971—1976)

Защитники
- Беллини (1962—1967)
- Роберто Диас (1960—1973)
- Диего Лугано (2003—2006, 2016—2017)
- Оскар Бернарди (1980—1987)
- Дарио Перейра (1977—1988)
- Армандо Ренганески (1944—1949)
- Роналдан (1986—1994)
- Рикардо Роша (1989—1991)
- Руй Кампос (1944—1953)

Опорные полузащитники
- Бауэр (1943—1956)
- Дино Сани (1954—1959)
- Минейро (2005—2006)
- Пе де Валса (1951—1956)
- Тониньо Серезо (1992—1993, 1995—1996)
- Шикан (1973—1980)
- Эрнанес (2005—2010)

Полузащитники
- Густаво Альбелья (1952—1954)
- Бене (1961—1970)
- Жерсон (1969—1971)
- Зизиньо (1957—1958)
- Кака (2001—2003, 2014)
- Пита (1984—1988)
- Раи (1987—1993)
- Ремо (1940—1951)
- Педро Роча (1970—1977)
- Антонио Састре (1942—1946)
- Пауло Силас (1985—1988, 1997)

Нападающие
- Жино Орландо (1952—1963) (232 гола)
- Зе Сержио (1977—1984)
- Каньотейро (1954—1963)
- Карека (1983—1987)
- Леонидас (1942—1950)
- Луизиньо (1930—1934)
- Мауриньо (1952—1959)
- Мюллер (1984—1987) (158 голов)
- Парана (1965—1973, 1982)
- Сержиньо Шулапа (1973—1983) (рекордсмен по числу голов — 242)
- Тейшеринья (1939—1956) (184 гола)
- Терто (1968—1977)
- Тониньо Геррейро (1969—1973)
- Луис Фабиано (2001—2004)
- Франса (1996—2002)
- Артур Фриденрайх (1918—1930)

| Лучшие бомбардиры | Рекордсмены клуба |

### Президенты
- Сисеро Помпеу ди Толедо (1948—1957)
- Лаудо Нател (1958—1971)
- Эрни Коуди Айдар (1972—1977)
- Карлос Мигел Айдар (1984—1988; 2014—2015)
- Жувенал Жувенсио (1988—1990; 2006—2014)
- Жозе Эдуардо Мескита (1990—1994)
- Марсело Португал Говеа (2002—2006)